# Zimowy zmierzch
Zimowy zmierzch – polski film psychologiczny z 1956 w reżyserii Stanisława Lenartowicza, samodzielny pełnometrażowy debiut reżysera. Film zrealizowany według scenariusza Tadeusza Konwickiego wyróżniał się w momencie premiery odejściem od założeń filmowego socrealizmu; ledwie zarysowana akcja – stary kolejarz Rumsza nie akceptuje małżeństwa swego jedynego ocalałego po II wojnie światowej syna, który wrócił z wojska z ciężarną żoną – stanowiła pretekst do ukazania życia zapadłej prowincji na tzw. Kresach Wschodnich, niedotkniętej zbytnio przemianami okresu stalinizmu. Sporo uwagi Lenartowicz i Konwicki poświęcili przedstawieniu ceremonii katolickich, będących w filmach socrealistycznych tabu.
Gwałtowne zerwanie z estetyką socrealizmu było powodem, dla którego Zimowy zmierzch stał się obiektem zajadłej krytyki. Z tego powodu Lenartowicz zmuszony był zmienić poetykę dalszych swoich filmów, nigdy później nie kręcąc równie odważnego dzieła. Dopiero po latach Zimowy zmierzch został zrehabilitowany jako ważne osiągnięcie artystyczne.

## Obsada aktorska
- Włodzisław Ziembiński – Michał Rumsza
- Maria Kierzkowa – Rumszowa
- Zygmunt Zintel – Krywka, ojciec Celinki
- Ligia Borowczyk – Celinka
- Bogusz Bilewski – Józek Rumsza, syn Michała
- Maria Ciesielska – Zosia, żona Józka
- Zbigniew Stokowski – Olek
- Marian Nowak – krawiec J. Jackowski
- Janina Niczewska – Natasza
- Tamara Pasławska – Lola
- Stanisław Bareja – pomocnik maszynisty Malinowskiego
- Kazimierz Fabisiak – maszynista Malinowski
- Maria Kaniewska – handlarka